# Lysekil
Lysekil ( PRONÚNCIA) é uma cidade portuária sueca situada na província histórica da Bohuslän. Tem cerca de 8 000 habitantes, e é sede da comuna de Lysekil. Fica situada na margem norte do fiorde Gullmarn.

## Economia
A economia de Lysekil está dominada pelo turismo, pesca, investigação marítima e indústria petroquímica, com destaque para a refinaria Preemraff, a maior da Escandinávia.

## Turismo em Lysekil
- Havets Hus – aquário com túnel onde se podem ver tubarões. [3][4]